# تصميم حدائق

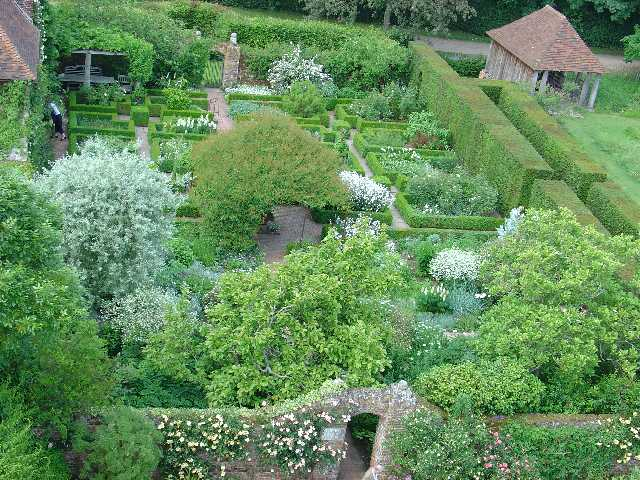
الحديقة البيضاء في حديقة سيسنغور كاستل، التي صممها فيتا ساكفيل ويست.

تصميم الحدائق هو فن وعملية تصميم وإنشاء خطط لتخطيط وزراعة الحدائق والمناظر الطبيعية. قد تُصميم الحدائق من قبل صاحب الحديقة بأنفسهم، أو من قبل محترفين من مستويات مختلفة من الخبرة والخبرة. معظم مصممي الحدائق المحترفين لديهم بعض التدريب في البستنة ومبادئ التصميم. وبعضهم أيضًا مهندسون معماريون للمناظر الطبيعية، وهو مستوى تدريب رسمي أكثر يتطلب عادةً درجة متقدمة وغالبًا ما يكون ترخيصًا من الدولة. قد يحصل البستانيون الهواة أيضًا على مستوى عالٍ من الخبرة من ساعات العمل الطويلة في حدائقهم الخاصة، ومن خلال الدراسة غير الرسمية، أو الدراسة الجادة في برامج ماستر جاردن، أو من خلال الانضمام إلى نوادي البستنة.

## عناصر
سواء تصميم الحدائق من قبل محترف أو هاوٍ، فإن بعض المبادئ تشكل أساس التصميم الفعال للحديقة، مما يؤدي إلى إنشاء حدائق لتلبية احتياجات وأهداف ورغبات المستخدمين أو أصحاب الحدائق.
تشمل عناصر تصميم الحدائق تصميم المناظر الطبيعية الصلبة، مثل المسارات والجدران والمعالم المائية ومناطق الجلوس والتزيين؛ وكذلك النباتات نفسها مع مراعاة متطلباتها البستانية ومظهرها من موسم لآخر، وعمرها، وعادات النمو، وحجمها، وسرعة نموها، وتركيبها مع النباتات الأخرى وخصائص المناظر الطبيعية. يتم أيضًا مراعاة احتياجات الصيانة للحديقة، بما في ذلك الوقت أو الأموال المتاحة للصيانة الدورية، والتي يمكن أن تؤثر على اختيار النباتات من حيث سرعة النمو أو الانتشار أو البذر الذاتي للنباتات، سواء كانت سنوية أو دائمة، وتفتحها والعديد من الخصائص الأخرى.
تشمل الاعتبارات المهمة في تصميم الحديقة كيفية استخدام الحديقة، والنوع الأسلوبي المرغوب (رسمي أو غير رسمي، حديث أو تقليدي، إلخ) والطريقة التي ستتصل بها مساحة الحديقة بالمنزل أو الهياكل الأخرى في المناطق المحيطة. تخضع كل هذه الاعتبارات لقيود الميزانية المقررة.

### موقع
يمكن أن يكون لموقع الحديقة تأثير كبير على تصميمها. قد تقترح ميزات المناظر الطبيعية الطبوغرافية مثل المنحدرات الحادة والآفاق والتلال والنتوءات أو تحدد جوانب التصميم مثل التخطيط ويمكن استخدامها وزيادتها من أجل خلق انطباع معين. ستؤثر تربة الموقع على أنواع النباتات التي يمكن زراعتها، وكذلك المنطقة المناخية للحديقة ومختلف المناخات المحلية. يمكن أن يؤثر السياق الجغرافي للحديقة أيضًا على تصميمها. على سبيل المثال قد يتطلب الإعداد الحضري أسلوب تصميم مختلفًا على عكس النمط الريفي. وبالمثل، قد يتطلب موقع ساحلي عاصف معاملة مختلفة مقارنة بالموقع الداخلي المحمي.

### تربة
يمكن أن يكون لجودة تربة الحديقة تأثير كبير على تصميم الحديقة ونجاحها اللاحق. تؤثر التربة على توافر المياه والمغذيات، ونشاط الكائنات الدقيقة في التربة، ودرجة الحرارة داخل منطقة الجذر، وبالتالي قد يكون لها تأثير حاسم على أنواع النباتات التي ستنمو بنجاح في الحديقة. ومع ذلك، يمكن استبدال التربة أو تحسينها لجعلها أكثر ملاءمة.
تقليديا تُحسين تربة الحديقة عن طريق التعديل، وهي عملية إضافة مواد مفيدة إلى التربة الأساسية المحلية وخاصة التربة السطحية. يتم خلط المواد المضافة، التي قد تتكون من السماد أو الخث أو الرمل أو الغبار المعدني مع التربة إلى العمق المفضل. قد تعتمد كمية ونوع التعديل على العديد من العوامل، بما في ذلك كمية الدبال الموجودة في التربة، وبنية التربة (الطين، والطمي، والرمل، والطميية، إلخ)، وحموضة التربة / القلوية، واختيار النباتات المراد زراعتها. ينص أحد المصادر على أن "تكييف التربة جيدًا قبل الزراعة يمكّن النباتات من إثبات نفسها بسرعة وبالتالي لعب دورها في التصميم. ومع ذلك لا ينبغي تعديل جميع الحدائق بهذه الطريقة، لأن العديد من النباتات تفضل التربة الفقيرة. في هذه الحالة، تكون التربة الفقيرة أفضل من التربة الغنية التي تم تخصيبها صناعياً.

### الحدود
يمكن أن يتأثر تصميم الحديقة بطبيعة حدودها، الخارجية والداخلية، وبالتالي يمكن أن يؤثر التصميم على الحدود، بما في ذلك من خلال إنشاء حدود جديدة. يمكن استخدام الزراعة لتعديل خط الحدود الحالي عن طريق تليينه أو توسيعه. يمكن أن يساعد تقديم الحدود الداخلية في تقسيم أو تقسيم الحديقة إلى مناطق أصغر.الأنواع الرئيسية للحدود داخل الحديقة هي السياج والجدران والأسوار. قد يكون السياج دائم الخضرة أو نفضي، رسمي أو غير رسمي، قصير أو طويل، اعتمادًا على نمط الحديقة والغرض من الحدود.
الجدار لديه أساس قوي تحت في جميع النقاط، وعادةً - ولكن ليس دائمًا - من الطوب أو الحجر أو الكتل الخرسانية. يختلف السياج عن الجدار من حيث أنه يتم تثبيته على فترات متباعدة، وعادة ما يتم بناؤه باستخدام الخشب أو المعدن (مثل الحديد أو شبكة سلكية).يمكن إنشاء الحدود لعدة أسباب: لإبعاد الماشية أو الدخلاء، وتوفير الخصوصية، وخلق مأوى من الرياح القوية وتوفير مناخات محلية، وفحص الهياكل أو المناظر غير الجذابة، وخلق عنصر المفاجأة.

### الأسطح
في الحدائق الغربية المعتدلة، غالبًا ما يُعتبر الامتداد السلس للعشب ضروريًا للحديقة. ومع ذلك، قد يستخدم مصممو الحدائق أسطحًا أخرى، على سبيل المثال تلك «المكونة من الحصى السائب أو الحصى الصغيرة أو رقائق الخشب» من أجل خلق مظهر وشعور مختلفين.قد يستخدم المصممون أيضًا التباين في الملمس واللون بين الأسطح المختلفة من أجل إنشاء نمط عام في التصميم. يتم اختيار أسطح المسارات ونقاط الوصول لأسباب عملية وكذلك جمالية. قد يحتاج المصمم إلى النظر في قضايا مثل السلامة والصيانة والمتانة. تحتاج الحدائق المصممة للوصول العام إلى التعامل مع حركة السير الكثيفة، وبالتالي قد تستخدم الأسطح - مثل الحصى المرتبط بالراتنج - التي نادرًا ما تستخدم في الحدائق الخاصة.
الاهتمام بالزراعة علي الاسطح
بالنسبة لعملية تنسيق حدائق الاسطح يمكن تنسيقها بطرق متعددة وبمجموعة من الافكار الجميلة فيمكن زراعة النباتات الطبيعية بكافة انواعها وذلك يتم بحرض ورعاية ودقة خاصة في عمل العوازل الأساسية واختيار النباتات التي تصلح له علي السطح و وايضا يمكن طرح افكار بسيطة لتزيين السطح بالاعشاب الصناعية وعمل شلال جميل وجلسة مميزة والمزيد والمزيد من الافكار الجميلة , زراعة أسطح المنازل بدون تربة والتي تعد من اهم المزايا الحديثة التي يمكن استغلالها بأقل التكاليف .

### تصميم الزراعة
يتطلب تصميم الزراعة موهبة التصميم والحكم الجمالي جنبًا إلى جنب مع مستوى جيد من المعرفة البستانية والبيئية والثقافية. وهي تشتمل على تقاليد رئيسية: تصميم الزراعة المستقيم الرسمي (بلاد فارس وأوروبا)؛ وتصميم الزراعة غير المتماثل الرسمي (آسيا) وتصميم الزراعة الطبيعي.
التاريخ
يرجع الفضل في إنشاء الحدائق الفارسية إلى تصميم الزراعة الجمالي والمتنوع. سيتم تقسيم الحديقة الفارسية الصحيحة إلى أربعة أقسام حيث تكون المياه مهمة جدًا لكل من الري والجماليات. ترمز القطاعات الأربعة إلى العناصر الزرادشتية وهي السماء والأرض والمياه والنباتات. غالبًا ما كانت الزراعة في الحدائق الأوروبية القديمة والعصور الوسطى عبارة عن مزيج من الأعشاب للاستخدام الطبي، والخضروات للاستهلاك، والزهور للزينة. تُطور تخطيطات الزراعة الجمالية البحتة بعد فترة العصور الوسطى في حدائق عصر النهضة، كما هو موضح في اللوحات والخطط في أواخر عصر النهضة. كانت تصاميم حديقة النهضة الإيطالية هندسية واستخدمت النباتات لتشكيل المساحات والأنماط. واصلت حدائق عصر النهضة الفرنسية وحديقة الباروك على الطريقة الفرنسية عصر الزراعة الجمالية في الحديقة الرسمية.
في آسيا، نشأت التقاليد غير المتكافئة لتصميم الزراعة في الحدائق الصينية والحدائق اليابانية في عهد أسرة جين (265-420) في الصين. تتميز مزارع الحدائق بجماليات محكومة ولكن طبيعية. في أوروبا، تطور ترتيب النباتات في مجموعات غير رسمية كجزء من أسلوب حديقة المناظر الطبيعية الإنجليزية، وبعد ذلك حديقة المناظر الطبيعية الفرنسية، وتأثرت بشدة بالحركة الفنية الخلابة.
تطبيق
تقدم خطة الزراعة تعليمات محددة، غالبًا للمقاول حول كيفية تحضير التربة، وما هي الأنواع التي سيتم زراعتها، وما هو الحجم والتباعد الذي سيتم استخدامه وما هي عمليات الصيانة التي سيتم تنفيذها بموجب العقد. يمكن لمالكي الحدائق الخاصة أيضًا استخدام خطط الزراعة، وليس للأغراض التعاقدية، كوسيلة مساعدة للتفكير في التصميم وكسجل لما تم زرعه. استراتيجية الزراعة هي إستراتيجية طويلة المدى لتصميم وإنشاء وإدارة أنواع مختلفة من النباتات في المناظر الطبيعية أو الحديقة.يمكن إنشاء الزراعة بواسطة البستانيين المعينين مباشرة والبستنة أو يمكن إنشاؤها بواسطة مقاول المناظر الطبيعية (المعروف أيضًا باسم بستاني المناظر الطبيعية). يعمل مقاولو المناظر الطبيعية على الرسومات والمواصفات التي أعدها مصممي الحدائق أو مهندسي المناظر الطبيعية.

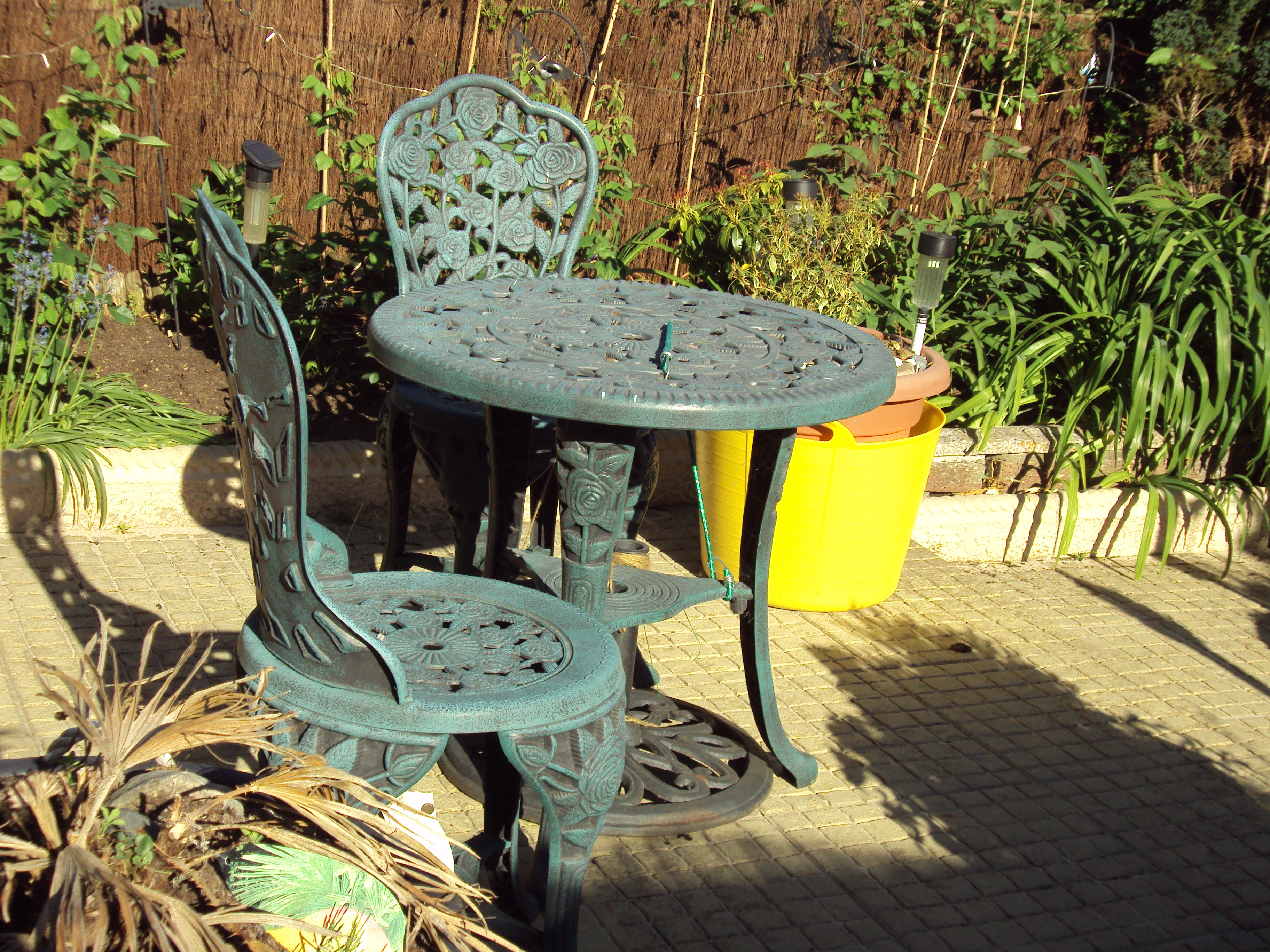
كراسي حديقة وطاولة

### أثاث الحدائق
قد يتراوح أثاث الحدائق من مجموعة فناء تتكون من طاولة، وأربعة أو ستة كراسي ومظلة، من خلال المقاعد، والأراجيح، والإضاءة المختلفة، إلى القطع الأثرية المذهلة في الخرسانة الوحشية أو البلوط المتجدد. غالبًا ما تستخدم سخانات الأتيو، التي تعمل على زجاجات البوتان أو البروبان، لتمكين الناس من الجلوس في الخارج ليلاً أو في الطقس البارد. طاولة النزهة، تستخدم لغرض تناول وجبة في الهواء الطلق مثل الحديقة. تشمل المواد المستخدمة في تصنيع أثاث الفناء الحديث الأحجار والمعادن والفينيل والبلاستيك والراتنجات والزجاج والأخشاب المعالجة.

### ضوء الشمس
بينما لا يتحكم البستاني في ضوء الشمس بسهولة، إلا أنه عنصر مهم في تصميم الحديقة. كمية الضوء المتاحة هي عامل حاسم في تحديد النباتات التي يمكن زراعتها. لذلك، سيكون لأشعة الشمس تأثير كبير على شخصية الحديقة. على سبيل المثال، لا تنجح حديقة الورود بشكل عام في الظل الكامل، بينما قد لا تزدهر حديقة الهوستا في الشمس الحارقة. كمثال آخر، قد تحتاج حديقة نباتية إلى وضعها في مكان مشمس وإذا لم يكن هذا الموقع مثاليًا لأهداف تصميم الحديقة الشاملة، فقد يحتاج المصمم إلى تغيير جوانب أخرى من الحديقة.
في بعض الحالات، يمكن أن يتأثر ضوء الشمس بالبستاني ويمكن اختيار أنواع الأشجار أو النباتات الأخرى أو هياكل الحدائق أو المباني الأخرى أو بناءً على تأثيرها في زيادة أو زيادة العقار. في حالات أخرى، لا يكون مقدار ضوء الشمس تحت سيطرة البستاني. قد تحد المباني المجاورة أو النباتات الموجودة في العقارات الأخرى أو ببساطة مناخ المنطقة المحلية من ضوء الشمس المتاح أو قد لا تكون التغييرات الجوهرية في ظروف الإضاءة في الحديقة في متناول البستاني في هذه الحالة، من المهم التخطيط لحديقة متوافقة مع ظروف الإضاءة الحالية.

### إضاءة
يمكن أن تكون إضاءة الحديقة جانبًا مهمًا من تصميم الحديقة في معظم الحالات، يمكن تصنيف أنواع مختلفة من تقنيات الإضاءة وتعريفها من خلال الارتفاعات: إضاءة السلامة، والإضاءة، والإنارة النازل. إضاءة السلامة هي التطبيق الأكثر عملية. ومع ذلك، من المهم تحديد نوع المصابيح والتجهيزات اللازمة لإنشاء التأثيرات المرغوبة. ينظم الضوء ثلاث عمليات نباتية رئيسية: التركيب الضوئي، والتوجه الضوئي، والحيوية الضوئية.يوفر التمثيل الضوئي الطاقة اللازمة لإنتاج مصدر الطاقة للنباتات.
الاتجاه الضوئي هو تأثير الضوء على نمو النبات الذي يتسبب في نمو النبات باتجاه الضوء أو بعيدًا عنه وهي استجابة النبات أو قدرته على الاستجابة لفترة الضوء، وهي دورة متكررة من فترات الضوء والظلام ذات الطول الثابت.

## أنواع الحدائق

### الحدائق الإسلامية
بدأ تصميم الحدائق وتقليد الحدائق الإسلامية بإنشاء حديقة الفردوس في بلاد فارس القديمة في غرب آسيا. تطورت على مر القرون، وفي الثقافات المختلف، حكمت السلالات الإسلامية في وسط آسيا - جنوب آسيا والشرق الأدنى، وشمال أفريقيا، وشبه الجزيرة الأيبيرية.
أمثلة:
تتضمن بعض الأنماط والأمثلة ما يلي:
- حدائق فارسية
- حديقة ارم
- حديقة فين
- حدائق المغول
- نيشات باغ
- حدائق شاليمار (لاهور)

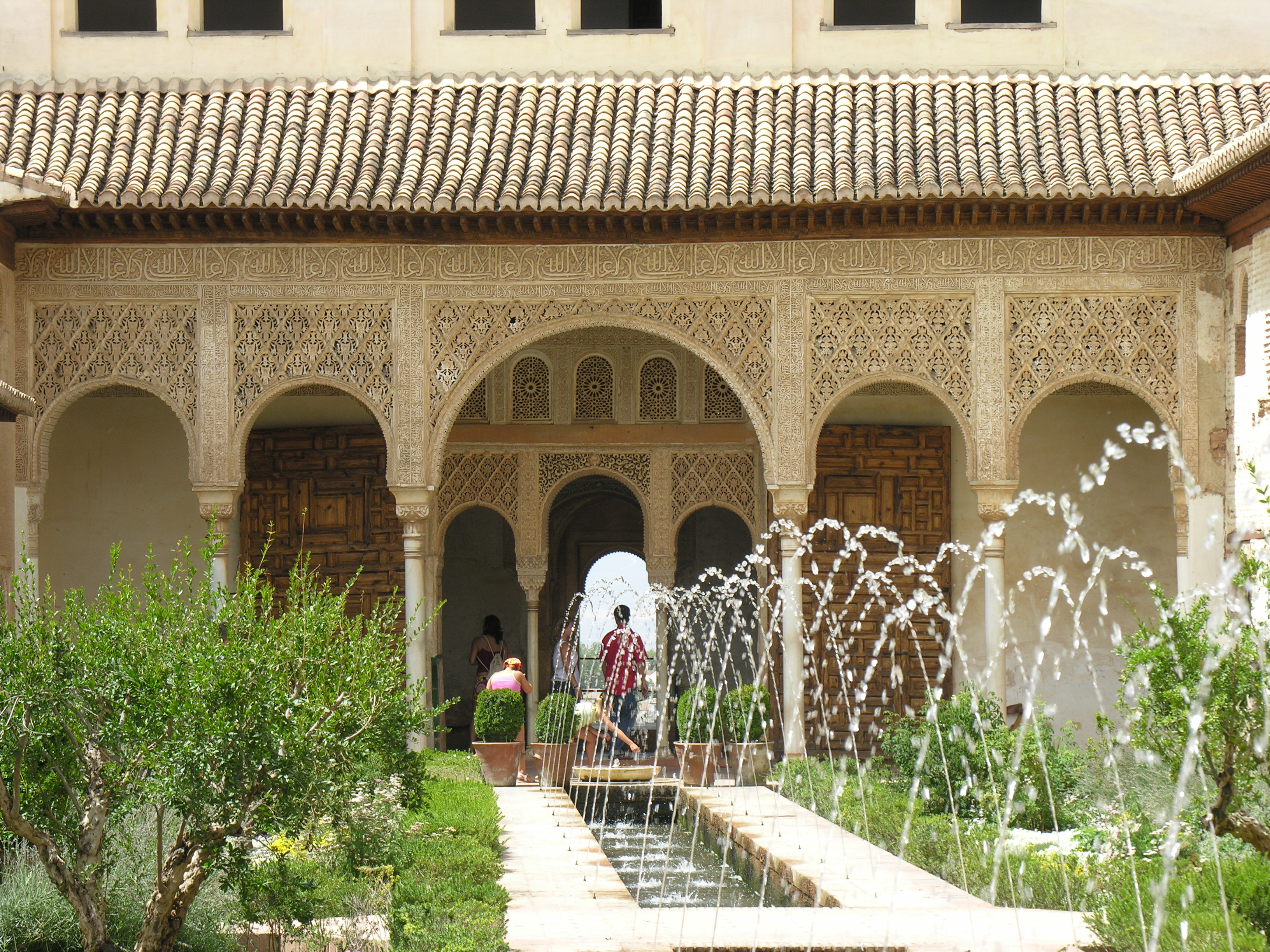
نافورة فناء الجنرال المغربي

- حدائق يادافيندرا (بينجور)جهارباغ الكبير (شكل من الحدائق الفارسية يقسم إلى جزئين) حيث تُقدم الحديقة الأمامية الشكل الكلاسيكي لتاج محل
- شارباغ
- تاج محل
- مقبرة حدائق همايون
- باغ (حديقة)
- باغ بابور
- شاليمار باغ (سريناغار)

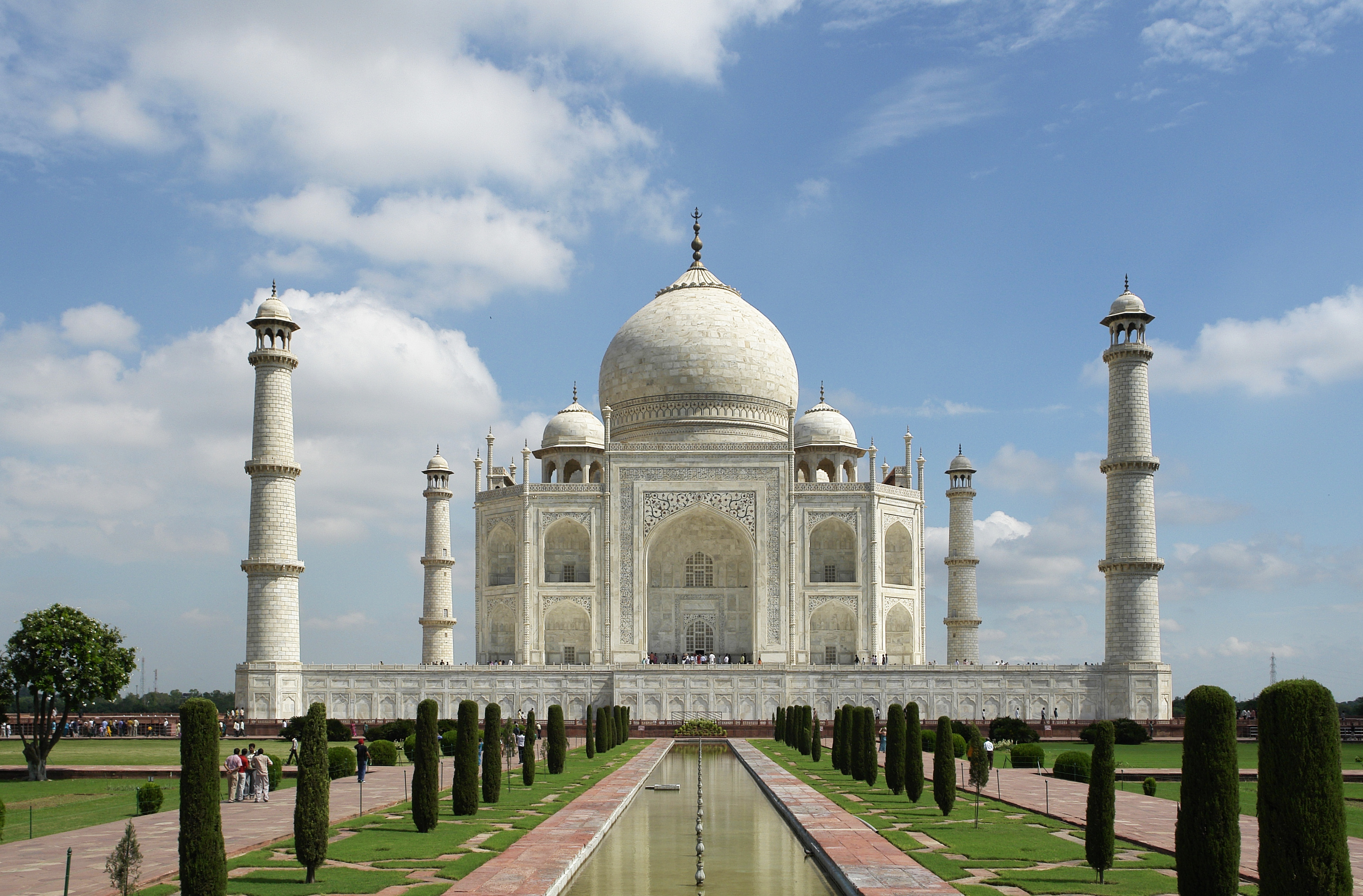
جهارباغ الكبير (شكل من الحدائق الفارسية يقسم إلى جزئين) حيث تُقدم الحديقة الأمامية الشكل الكلاسيكي لتاج محل

- الأندلس - العمارة المغربية والحدائق
- الكزار إشبيلية
- قصر الحمراء
- العريف
- الباحة الأندلسية في قرطبة، إسبانيا

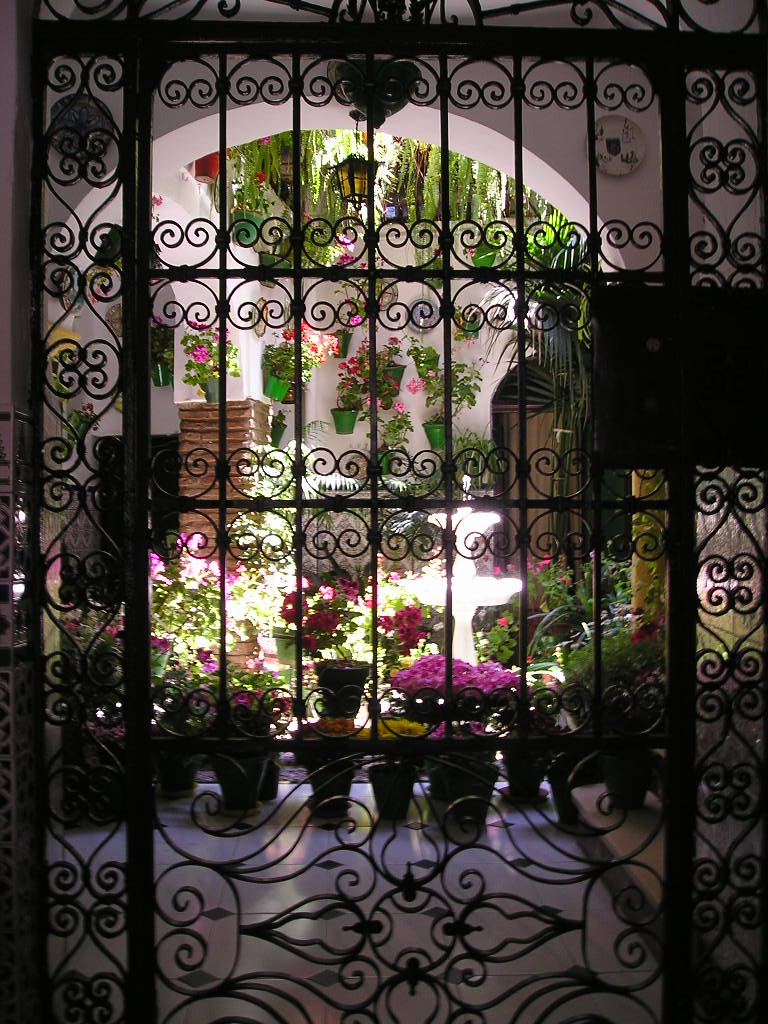
الباحة الأندلسية في قرطبة، إسبانيا

- حدائق البحر الأبيض المتوسط

### حدائق البحر الأبيض المتوسط
يشمل تاريخ تصميم الحدائق والسوابق من منطقة البحر الأبيض المتوسط ما يلي:
- الحدائق اليونانية والهيلينستية القديمة
- الحدائق الرومانية القديمة
- حدائق بير ستايل — تطورت إلى حدائق كلويستر.
- بيت فيتي - بومبي.
- هورتي سالوستاني
- حدائق بيزنطية
- حدائق اسبانية
- باحة أندلسية

### عصر النهضة والحدائق الرسمية

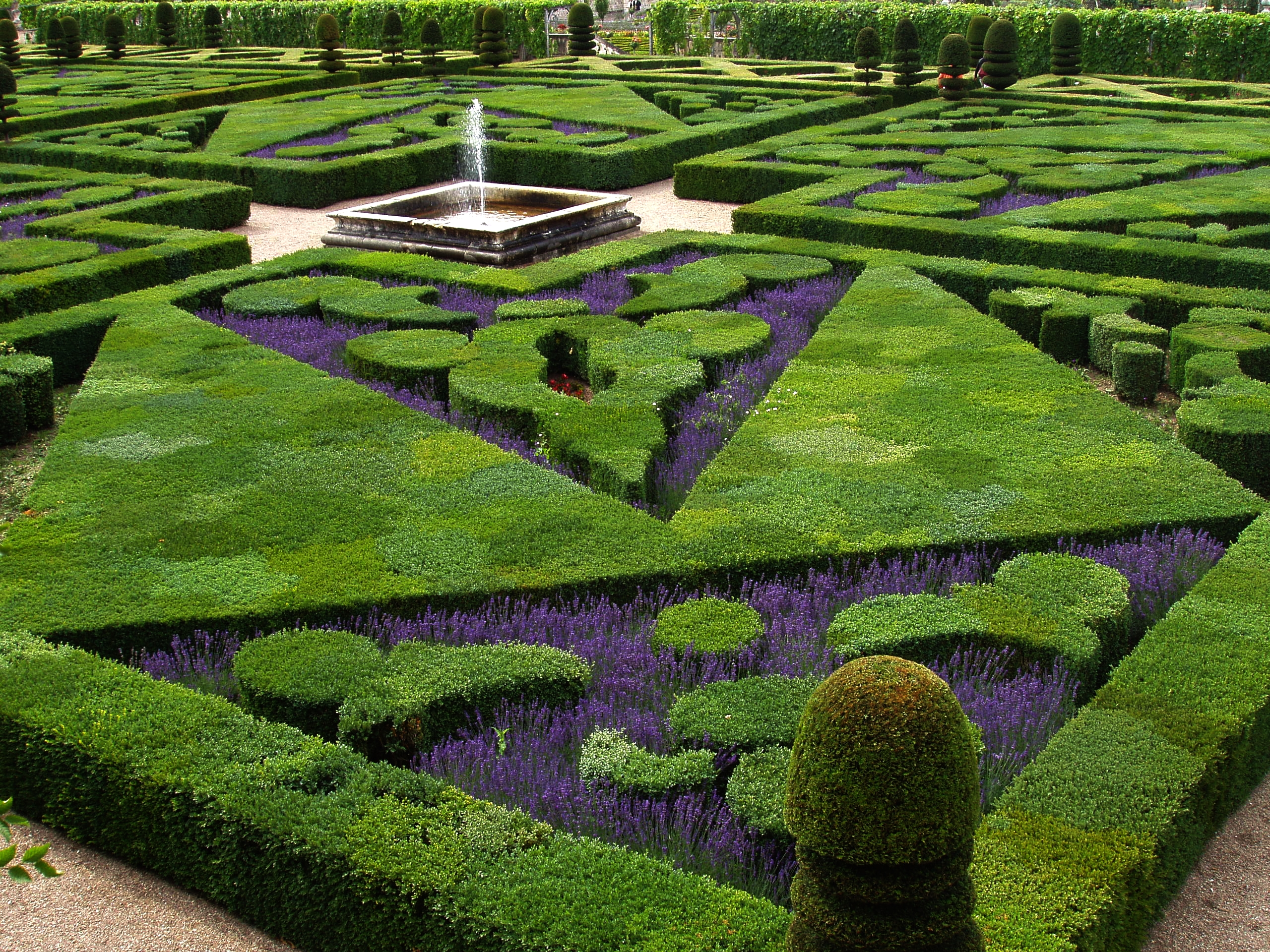
حديقة فرنسية رسمية وبارتير في شاتو دس فيلاندري وادي لوار.

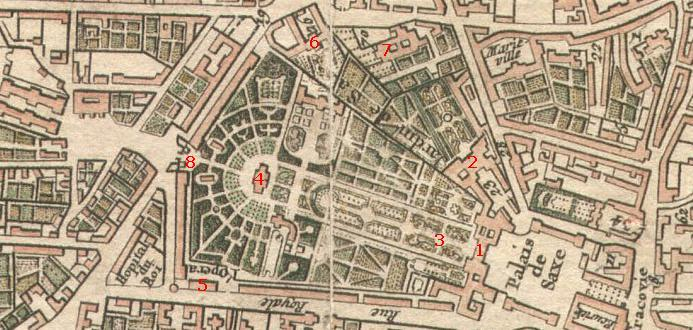
جاردين دي ساكس (مخطط حديقة سكسونية)

تعتبر الحديقة الرسمية في الحديقة الفارسية وتقاليد تصميم الحدائق الأوروبية مستقيمة ومحورية في التصميم. الحديقة الرسمية بنفس القدر، بدون تناسق محوري (غير متماثل) أو أشكال هندسية أخرى، هي تقليد تصميم الحدائق للحدائق الصينية والحدائق اليابانية. ومن الأمثلة على ذلك حديقة زن المكونة من الصخور والطحالب والحصى.
النموذج الغربي عبارة عن حديقة مرتبة تم وضعها في خطوط هندسية ومتماثلة في كثير من الأحيان مخططة بعناية. يجب الحفاظ على المروج والتحوطات في حديقة رسمية بقصها بدقة لتحقيق أقصى تأثير. ترتيب الأشجار والشجيرات وغيرها من أوراق الشجر بعناية وتشكيلها وصيانتها باستمرار.

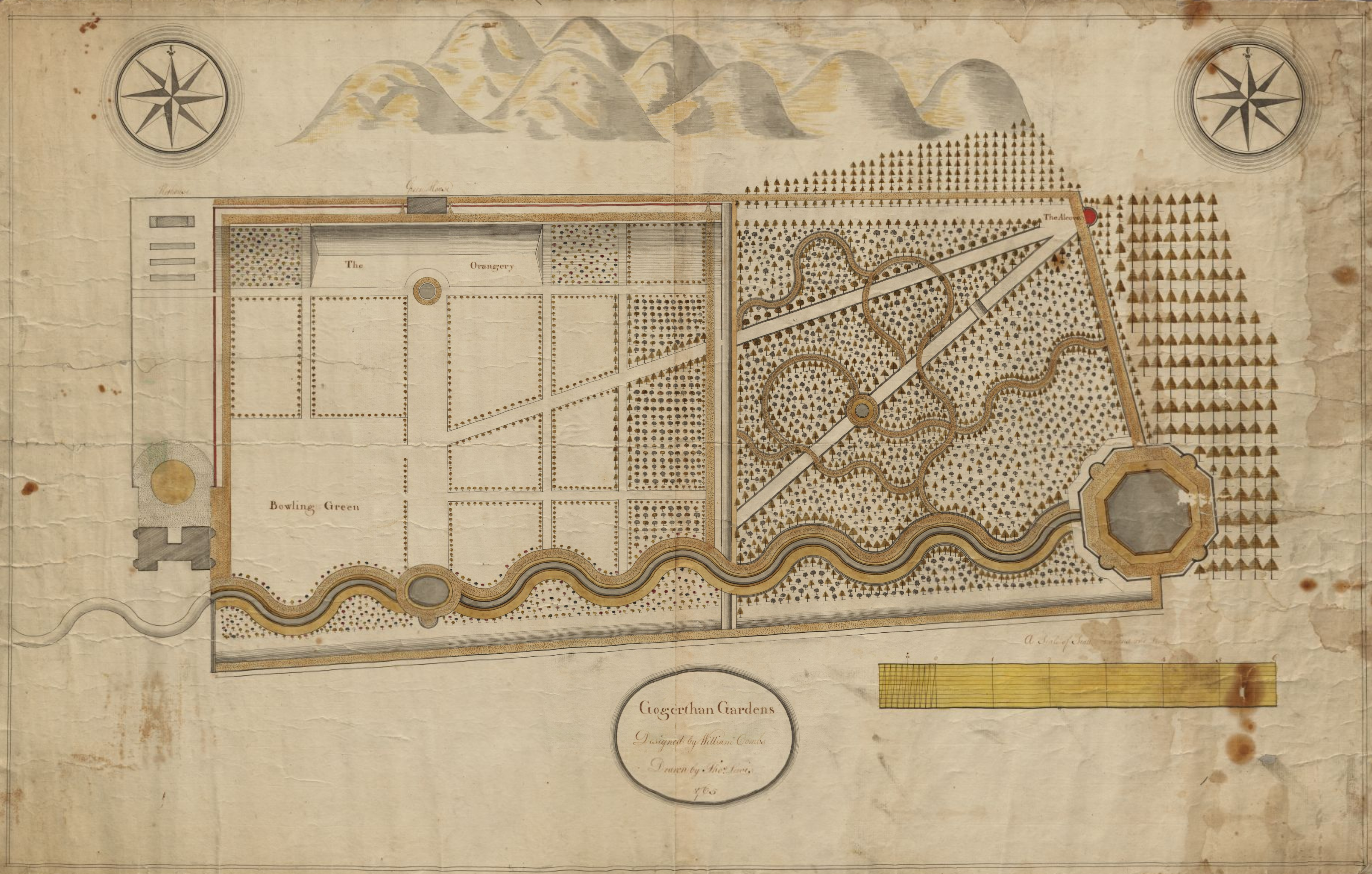
مخطط حديقة رسمية لمنزل ريفي في ويلز، 1765.

الحديقة الفرنسية هي نوع خاص من الحدائق الرسمية، تم تصميمها بطريقة أندريه لي نوترا، تتمحور حول واجهة مبنى مع مسارات مشعة وممرات من الحصى، ومروج، والمراعي والمسابح (أحواض) من المياه العاكسة المحاطة بأشكال هندسية من الحجر، مع النوافير والنحت.
يعود أصل طراز إلى حدائق عصر النهضة الإيطالية في القرن الخامس عشر، مثل فيلا داستي وحدائق بوبولي وفيلا لانتي في إيطاليا. تم إحضار الأسلوب إلى فرنسا وتم التعبير عنه في حدائق النهضة الفرنسية. بعض من أقدم العروض الرسمية للأشجار دائمة الخضرة كانت تلك التي وضعها كلود موليت في أنيت، مؤسس سلالة من مصممي الحضانة التي استمرت حتى القرن الثامن عشر. تعد حدائق فرساي مثالًا رائعًا على جاردن ألى فرانسيسيا، التي تتكون من العديد من الحدائق المتميزة المختلفة والتي صممها أندريه لي نوترا.كانت حدائق عصر النهضة الإنجليزية في تصميم رسمي مستقيم إحدى سمات المنازل الفخمة. تم تقديم المطعم في ويلتون هاوس في ثلاثينيات القرن السادس عشر. في أوائل القرن الثامن عشر، تُرجم نشر ديزيالر درجنفيل نظرية وممارسة البستنة (1709) إلى الإنجليزية والألمانية، وكان الوثيقة المركزية للحدائق الرسمية اللاحقة لأوروبا القارية.
تطور وتصميم الحديقة الإسبانية الرسمية التقليدية مع تأثيرات الحديقة الفارسية وحدائق النهضة الأوروبية. لقد أثر قصر الحمراء وجنراليف المشهور عالميًا في غرناطة، اللذين تم بناؤهما في عصر مغاربي الأندلس، على التصميم لعدة قرون كان المعرض الأيبيري الأمريكي للمعرض العالمي لعام 1929 في إشبيلية بإسبانيا يقع في حديقة ماريا لويزا الشهيرة (باركي دي ماريا لويزا) التي صممها جان كلود نيكولاس فوريستير. أعيد تقديم البستنة الرسمية بالطرق الإيطالية والفرنسية في مطلع القرن العشرين. تعد مناطق الحديقة الإيطالية الرسمية لبياتريكس فاراند في دمبارتون أوكس في واشنطن العاصمة، وصالون المياه الفرنسي الذي تم ترميمه في أشيل دوتشين في قصر بلينهايم في إنجلترا أمثلة على الحديقة الرسمية الحديثة. تتميز الحديقة الشتوية في سنترال بارك في مدينة نيويورك بحديقة رسمية، كما هو الحال مع العديد من المتنزهات والعقارات الأخرى مثل فيلولي في كاليفورنيا.
ستكون أبسط حديقة رسمية عبارة عن بطانة تحوط مزينة بصندوق أو إرفاق سرير زهور أو سرير حديقة ذي شكل هندسي بسيط، مثل حديقة عقدة. تحتوي الحدائق الرسمية الأكثر تطوراً وتفصيلاً على تماثيل ونوافير. قد تشمل الميزات الموجودة في الحديقة الرسمية ما يلي:

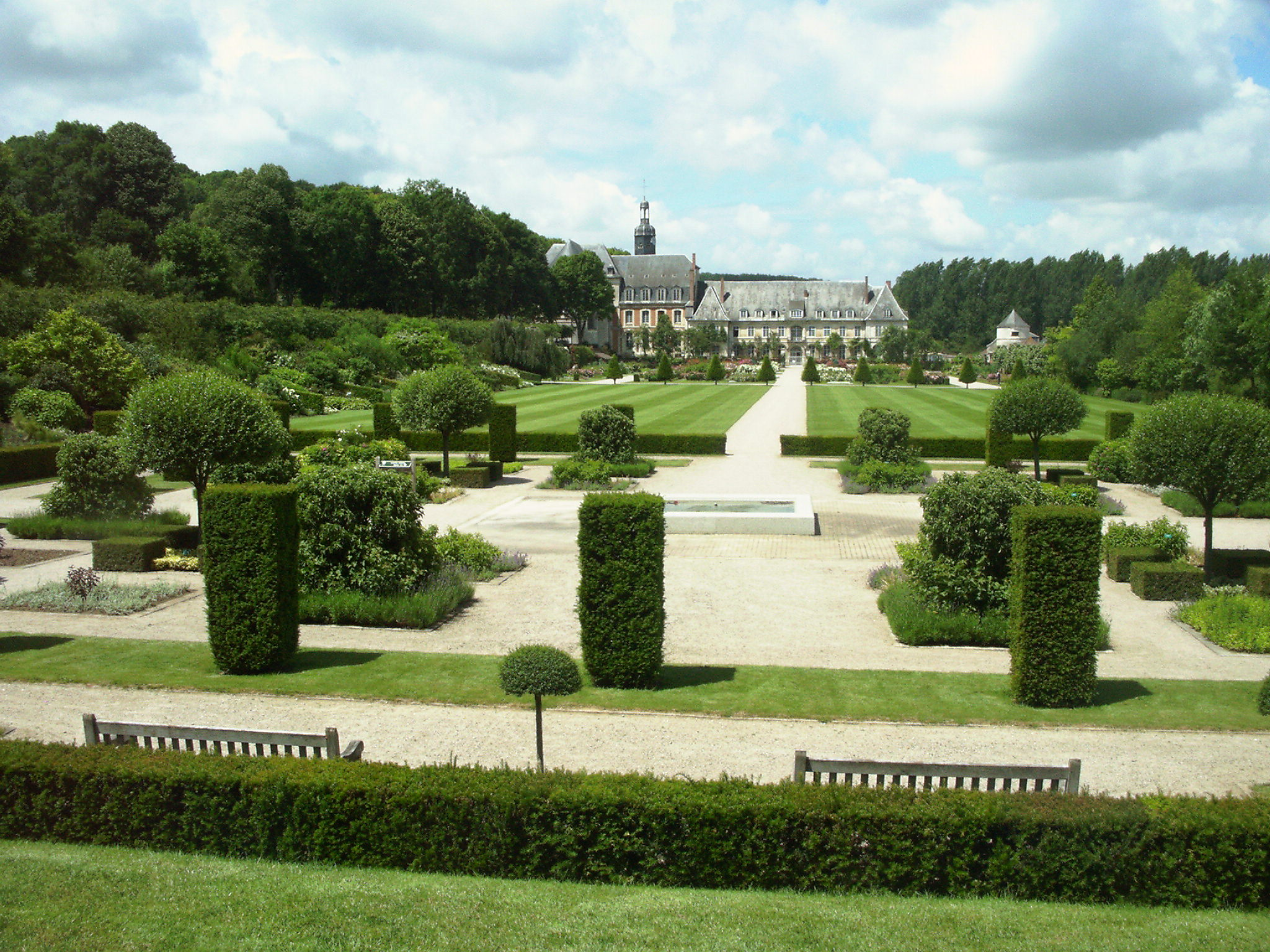
حديقة رسمية وضعت في آبادي فالورس، بيكاردي، بواسطة جيل كليمن، 1987.

- مصطبة
- فن تقليم الاشجار
- التماثيل
- سياج
- بوسكيه
- روضة
- مسرح سيلفان
- برجولا
- جناح
- تنسيق حدائق

### المناظر الطبيعية الإنجليزية والحدائق الطبيعية

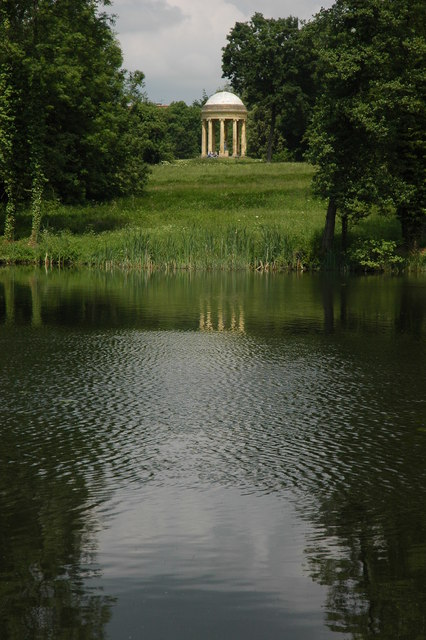
روتوندا في حديقة ستوي (1730-1738)

اجتاحت حديقة المناظر الطبيعية الإنجليزية بشكل عملي الأشكال الهندسية للحدائق الرسمية الإنجليزية وعصر النهضة الأوروبية. كان ويليام كينت ولانسيلوت وكابلتي براون من أبرز المؤيدين، من بين العديد من المصممين الآخرين. أسلوب الحديقة الإنجليزية الطبيعي (بالفرنسية: Jardin anglais، والإيطالية: Giardino all'inglese، والألمانية: Englischer Landschaftsgarten) في ثلاثينيات القرن التاسع عشر وعلى تصميم حديقة خاصة ومدنية متحول في جميع أنحاء أوروبا. واصلت حديقة المناظر الطبيعية الفرنسية لاحقًا تطوير النمط في القارة.

### حدائق الكوخ
تستخدم حديقة الكوخ تصميمًا غير رسمي، ومواد تقليدية، ومزارع كثيفة، ومزيجًا من نباتات الزينة والنباتات الصالحة للأكل. تعود حدائق الكوخ إلى قرون عديدة، لكن شعبيتها نمت في إنجلترا في سبعينيات القرن التاسع عشر استجابةً لحدائق العقارات الإنجليزية الفيكتورية الأكثر تنظيماً التي استخدمت تصاميم مقيدة مع أسرّة متكتلة من الدفيئة السنوية ذات الألوان الرائعة. إنها غير رسمية حسب التصميم، اعتمادًا على النعمة والسحر بدلاً من العظمة والهيكل الرسمي. كتب المصممون والمؤلفون البريطانيون المؤثرون للحدائق، ويليام روبنسون في Gravetye Manor في ساسكس، وجيرترود جيكل في مونستيد وود في ساري، وكلاهما في إنجلترا. أكدت سلسلة كتب البستنة الموضوعية لجيكيل على أهمية وقيمة المزارع الطبيعية التي كان لها تأثير في أوروبا والولايات المتحدة. كان تأثير مارجري فيش أيضًا بعد نصف قرن، والذي تؤكد حديقته الباقية في إيست لامبروك مانور، من بين أمور أخرى، على الحياة النباتية المحلية والأنماط الطبيعية الناتجة عن الانتشار الذاتي والبذر الذاتي.
كانت الحدائق المنزلية المبكرة أكثر عملية بكثير من الإصدارات الحديثة - مع التركيز على الخضروات والأعشاب، جنبًا إلى جنب مع أشجار الفاكهة وخلايا النحل وحتى الماشية إذا سمحت الأرض بذلك. يُستخدام الزهور لملء أي فراغات بينهما وبمرور الوقت، أصبحت الأزهار أكثر هيمنة. تشمل حدائق المنازل الريفية الحديثة عددًا لا يحصى من الاختلافات الإقليمية والشخصية للحديقة المنزلية الإنجليزية الأكثر تقليدية.

### حديقة المطبخ أو صانع الفخار

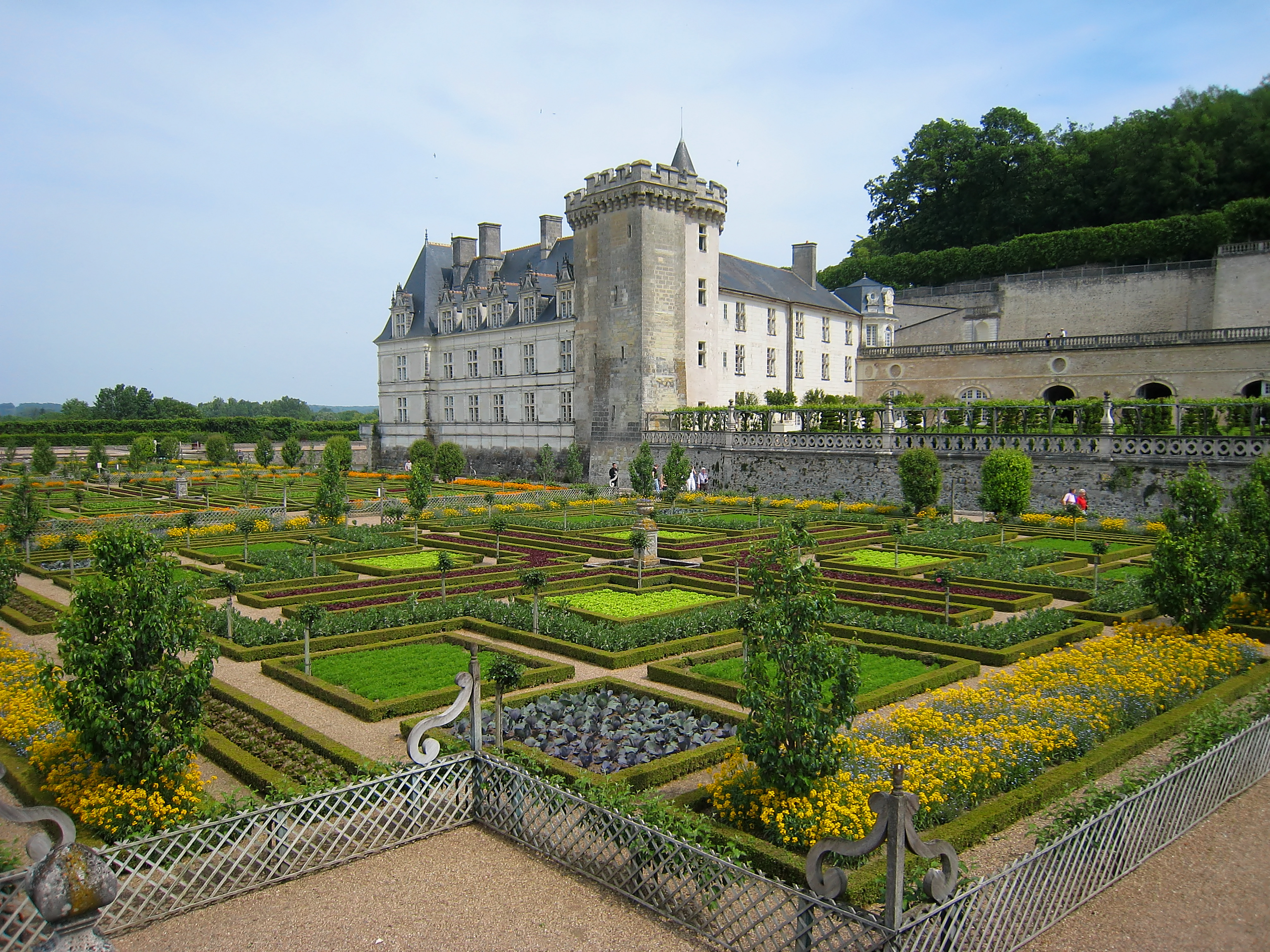
صانع الفخار الرسمي في فيلاندري، فرنسا

حديقة المطبخ التقليدية والمعروفة أيضاً باسم صانع الفحار، هي مساحة مستخدمة موسمياً منفصلة عن بقية الحديقة السكنية - نباتات الزينة ومناطق العشب. لا تزال معظم حدائق الخضروات عبارة عن نسخ مصغرة من قطع أراضي المزارع العائلية القديمة ذات الأسرة المربعة أو المستطيلة، ولكن حديقة المطبخ مختلفة ليس فقط في تاريخها ولكن أيضًا في تصميمها.قد تكون حديقة المطبخ ميزة طبيعية يمكن أن تكون السمة المركزية لمنظر طبيعي للزينة طوال الموسم، ولكن يمكن أن تكون أكثر من مجرد قطعة أرض نباتية متواضعة. إنه مصدر للأعشاب، والخضروات، والفواكه، والزهور، ولكنه أيضاً مساحة حديقة منظمة، وهو تصميم يعتمد على أنماط هندسية متكررة.
تتميز حديقة المطبخ بجاذبية بصرية على مدار العام ويمكن أن تضم نباتات معمرة دائمة أو نباتات خشبية حول أو بين النباتات السنوية.

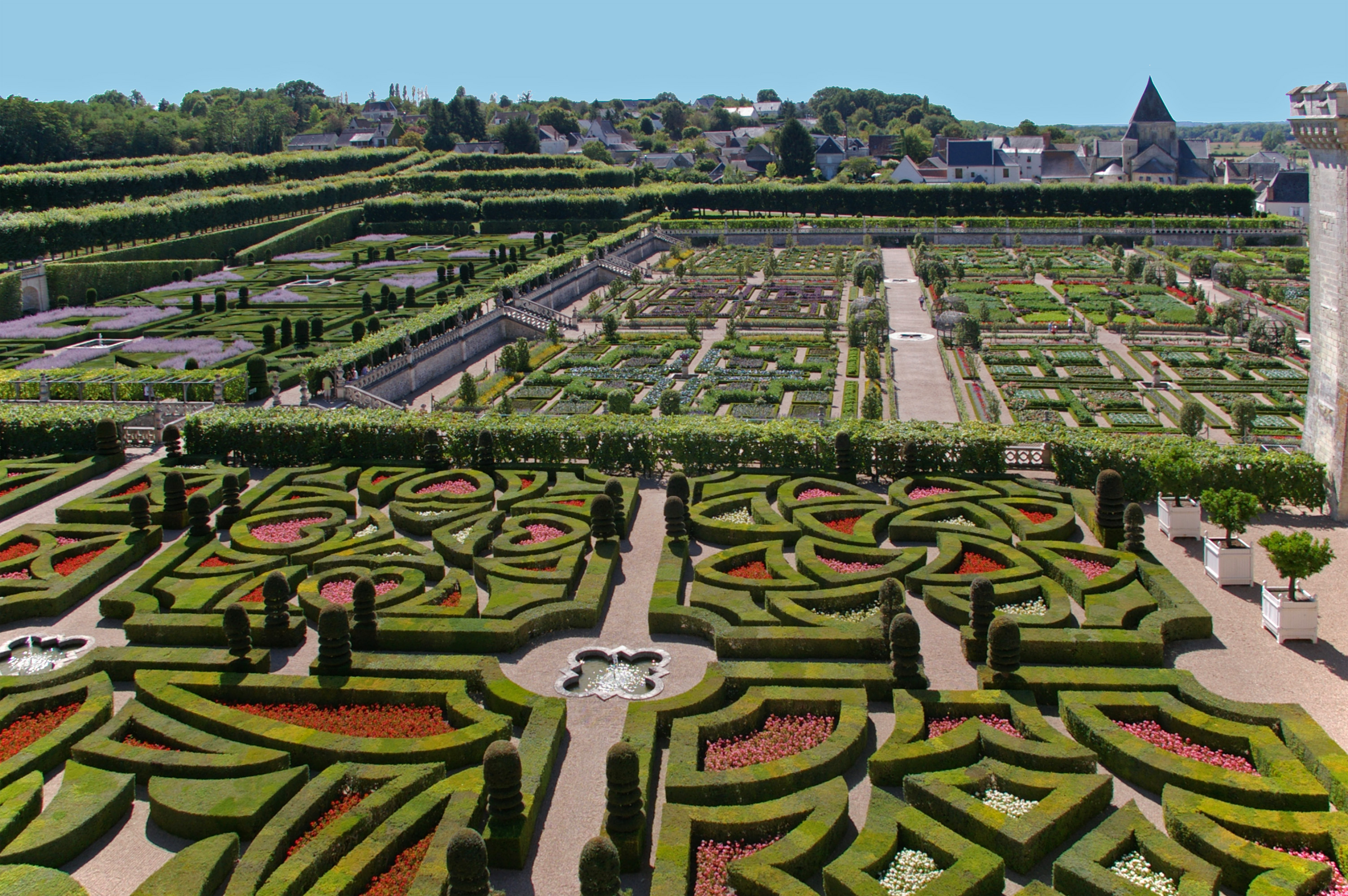
أسلوب تصميم الحدائق في عصر النهضة في قلعة فيلاندري.

### حديقة شكسبير
حديقة شكسبير هي حديقة ذات طابع خاص تزرع النباتات المذكورة في أعمال ويليام شكسبير. في البلدان الناطقة باللغة الإنجليزية، وخاصة الولايات المتحدة، غالبًا ما تكون هذه حدائق عامة مرتبطة بالحدائق والجامعات ومهرجانات شكسبير. حدائق شكسبير هي مواقع ذات أهمية ثقافية وتعليمية ورومانسية ويمكن أن تكون مواقع لحفلات الزفاف في الهواء الطلق.
عادة ما تقدم اللافتات القريبة من المصانع اقتباسات مناسبة. وعادة ما تضم حديقة شكسبير عشرات الأنواع إما في وفرة عشبية أو في تخطيط هندسي مع فواصل خشب البقس. وسائل الراحة النموذجية هي الممرات والمقاعد وتمثال شكسبير المقاوم للطقس قد تصاحب حدائق شكسبير نسخًا من العمارة الإليزابيثية. تزرع بعض حدائق شكسبير أيضًا أنواعًا نموذجية للعصر الإليزابيثي ولكن لم يتم ذكرها في مسرحيات أو شعر شكسبير.

### حديقة الصخرة
الحديقة الصخرية، والمعروفة أيضًا باسم الجنينة أو حديقة جبال الألب، هي نوع من الحدائق التي تتميز بالاستخدام المكثف للصخور أو الحجارة، جنبًا إلى جنب مع النباتات الأصلية في البيئات الصخرية أو جبال الألب. تميل نباتات الحدائق الصخرية إلى أن تكون صغيرة، لأن العديد من الأنواع صغيرة بشكل طبيعي، وبالتالي لا تغطي الصخور. يمكن زراعتها في أحواض (حاويات)، أو في الأرض عادة ما تكون النباتات من الأنواع التي تفضل التربة جيدة التصريف والمياه الأقل.
الشكل المعتاد للحديقة الصخرية هو كومة من الصخور، كبيرة وصغيرة مرتبة من الناحية الجمالية، مع وجود فجوات صغيرة بينها، حيث سيتم تجذير النباتات وتتضمن بعض الحدائق الصخرية بونساي.

بونيكا جراناتوم، نمط مويوجي، حوالي 50 عامًا، من متحف بونساي في بيسشيا، إيطاليا.

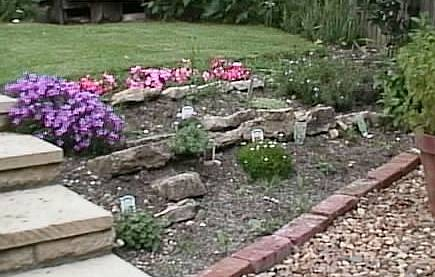
صخرة طبيعية في إنجلترا.

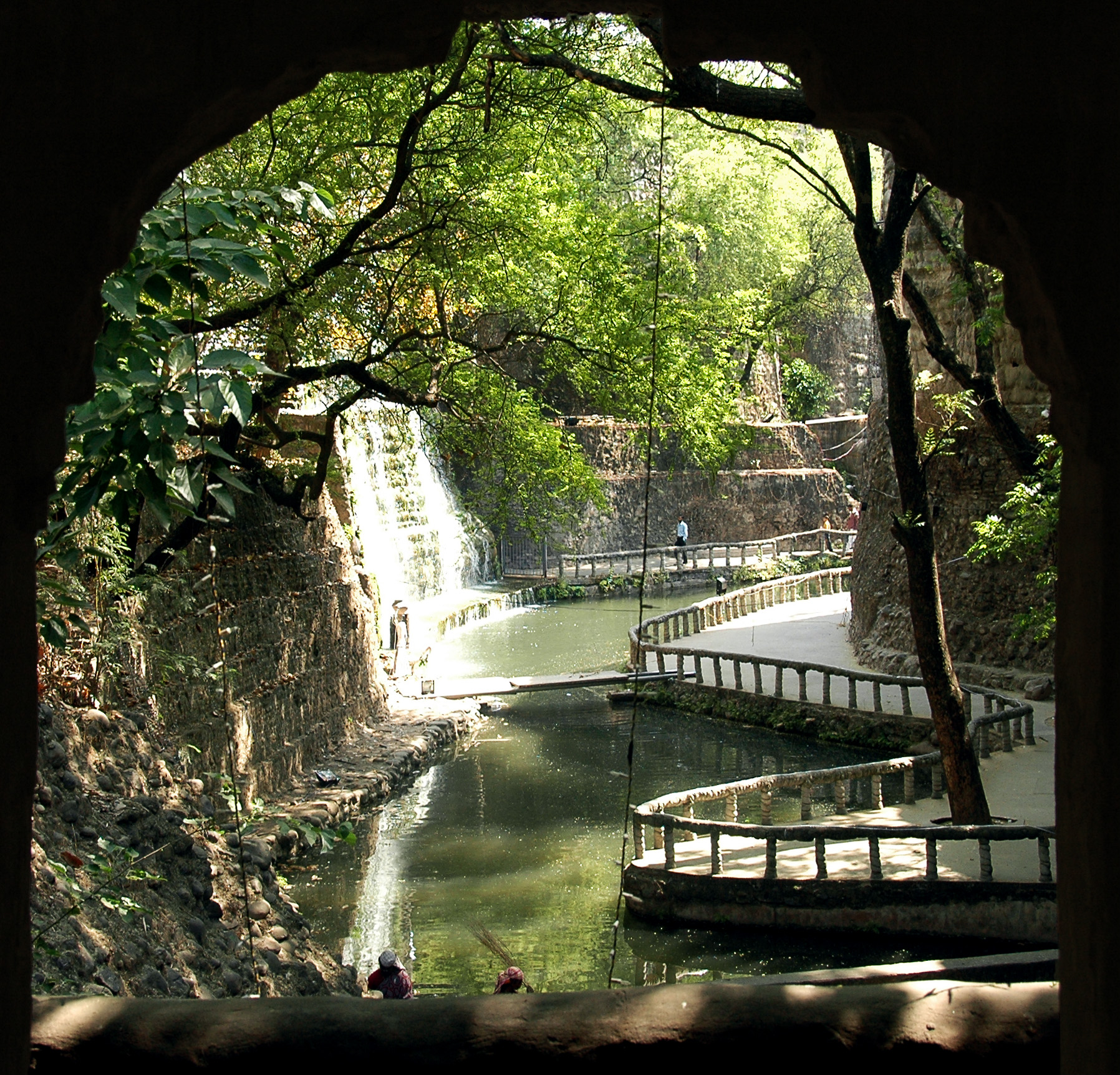
حديقة صخرية في شانديغار، الهند

تم تصميم وبناء بعض الحدائق الصخرية لتبدو وكأنها نتوءات طبيعية من الصخور. يتم محاذاة الأحجار للإشارة إلى مستوى الفراش وغالبًا ما تستخدم النباتات لإخفاء المفاصل بين الأحجار. كان هذا النوع من الحدائق الصخرية شائعًا في العصر الفيكتوري، وغالبًا ما صممها وبناها مهندسو المناظر الطبيعية المحترفون. يتم استخدام نفس النهج أحيانًا في الحرم الجامعي الحديث أو المناظر الطبيعية التجارية، ولكن يمكن أيضًا تطبيقه في القطاع الخاص الأصغر.الحديقة الصخرية اليابانية، التي غالبًا ما يشار إليها في الغرب باسم حديقة Zen، هي نوع خاص من الحدائق الصخرية التي تحتوي على القليل من النباتات. أصبحت الحدائق الصخرية ذات شعبية متزايدة مثل معالم المناظر الطبيعية في البلدان الاستوائية مثل تايلاند.
مزيج من الطقس الرطب وأشجار الظل الثقيلة، إلى جانب استخدام بطانات بلاستيكية ثقيلة لوقف نمو النبات غير المرغوب فيه، جعل هذا النوع من الترتيب مثاليًا لكل من الحدائق السكنية والتجارية نظرًا لسهولة صيانته وتصريفه.

### الحديقة الأصلية
المناظر الطبيعية، التي تسمى أيضًا البستنة الأصلية هي استخدام النباتات المحلية بما في ذلك الأشجار والشجيرات والأرضيات والأعشاب التي تنتمي إلى المنطقة الجغرافية للحديقة.تتكيف المناظر الطبيعية مع المناخ والجغرافيا والهيدرولوجيا ويجب ألا تتطلب مبيدات الآفات والأسمدة والري للمحافظة عليها، بالنظر إلى أن النباتات المحلية قد تكيفت وتطورت مع الظروف المحلية على مدى آلاف السنين. ومع ذلك، قد تكون هذه التطبيقات ضرورية لبعض الرعاية الوقائية للأشجار والنباتات الأخرى في مناطق المناظر الطبيعية المتدهورة أو العشبية. تتناسب النباتات المحلية مع الاهتمام الحالي بالبستنة والمناظر الطبيعية منخفضة الصيانة، مع وجود العديد من الأنواع القوية والقاسية والقادرة على تحمل برد الشتاء وحرارة الصيف. بمجرد إنشائها، يمكن أن تزدهر دون ري أو تسميد، وتكون مقاومة لمعظم الآفات والأمراض.
أدركت العديد من البلديات بسرعة فوائد المناظر الطبيعية بسبب قيود الميزانية البلدية والتخفيضات ويستفيد عامة الناس الآن من تنفيذ تقنيات المناظر الطبيعية لتوفير المياه وخلق المزيد من الوقت الشخصي. توفر النباتات المحلية موطنًا مناسبًا للأنواع المحلية من الفراشات والطيور والملقحات والحياة البرية الأخرى. أنها توفر المزيد من التنوع في الحدائق من خلال تقديم عدد لا يحصى من البدائل للأنواع التي يتم إدخالها في كثير من الأحيان، والأصناف، والأنواع الغازية. لقد تطورت النباتات الأصلية مع الحيوانات والفطريات والميكروبات لتشكيل شبكة معقدة من العلاقات. هم أساس موائلهم وأنظمتهم البيئية الأصلية أو مجتمعاتهم الطبيعية. غالبًا ما تستفيد مثل هذه الحدائق من النباتات التي يتم تطويرها وتعويدها على المناخ المحلي، والآفات وآكلات الأعشاب، وظروف التربة، وبالتالي قد تتطلب تعديلات أقل أو معدومة للتربة، والري، ومبيدات الآفات، ومبيدات الأعشاب من أجل صيانة أقل، ومناظر طبيعية أكثر استدامة.

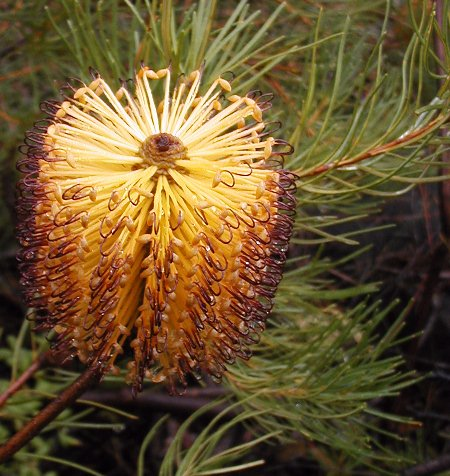
بانكسيا سبينولوزا،نبات محلي في سيدني يجذب الحياة البرية.

### حدائق شرق آسيا
يمكن العثور على الحدائق اليابانية والكورية، المتأثرة في الأصل بالحدائق الصينية، في المعابد البوذية والمواقع التاريخية والمنازل الخاصة والأحياء التاريخية أو حدائق المدينة وفي المعالم مثل المعابد البوذية. بعض الحدائق اليابانية الأكثر شهرة في العالم الغربي واليابان هي حدائق في تقليد كاريسانسوي (حديقة الصخرة). تعتبر حديقة معبد ريان-جي أحد الأمثلة المعروفة توجد حدائق يابانية ذات أنماط مختلفة، مزروعة وغالبًا ما تستحضر بساطة وابي سابي في الثقافة اليابانية، تعتبر صناعة الحدائق من الفنون الراقية المرتبطة ارتباطًا وثيقًا بفنون الخط والرسم بالحبر.

### حديقة معاصرة

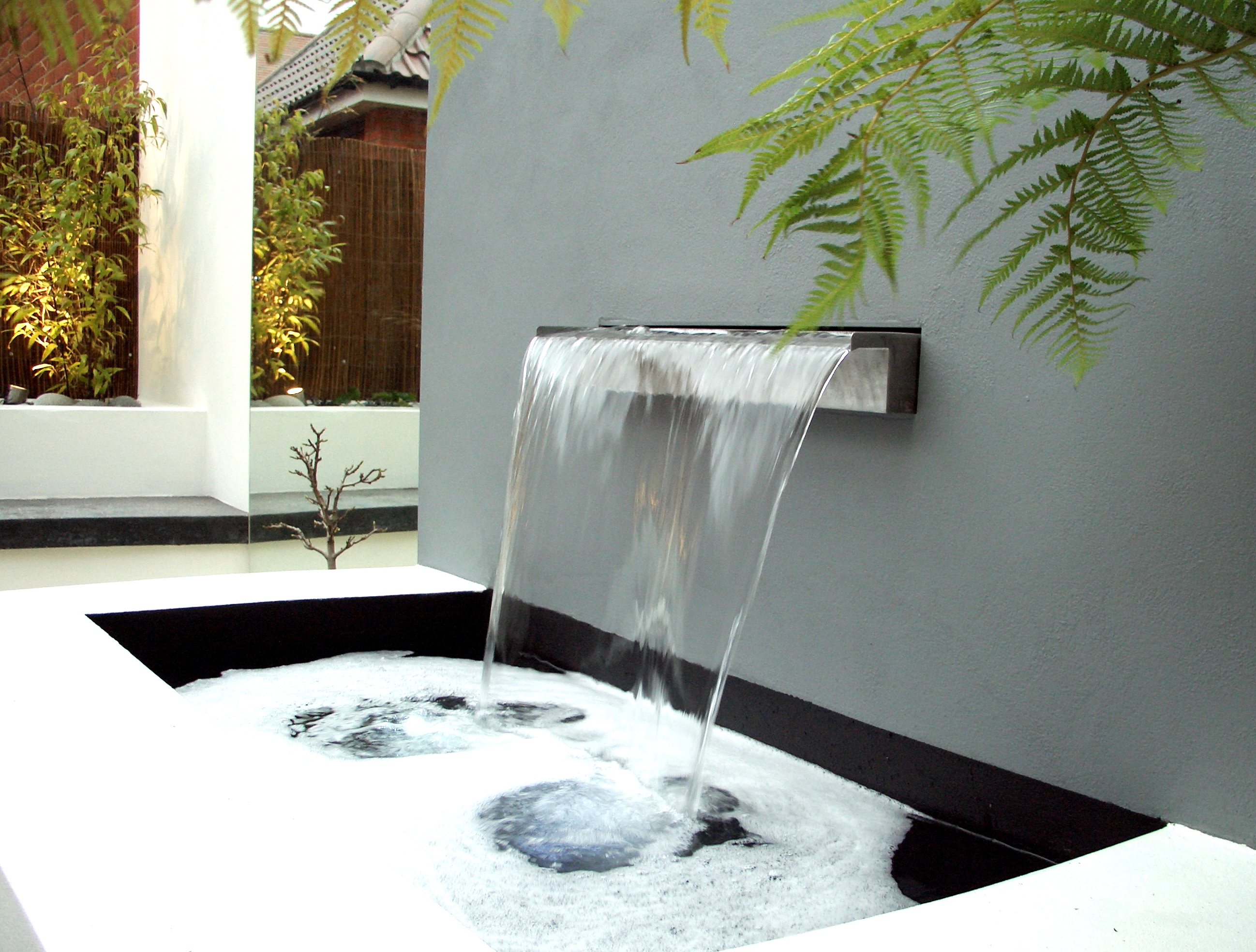
ميزة مائية معاصرة

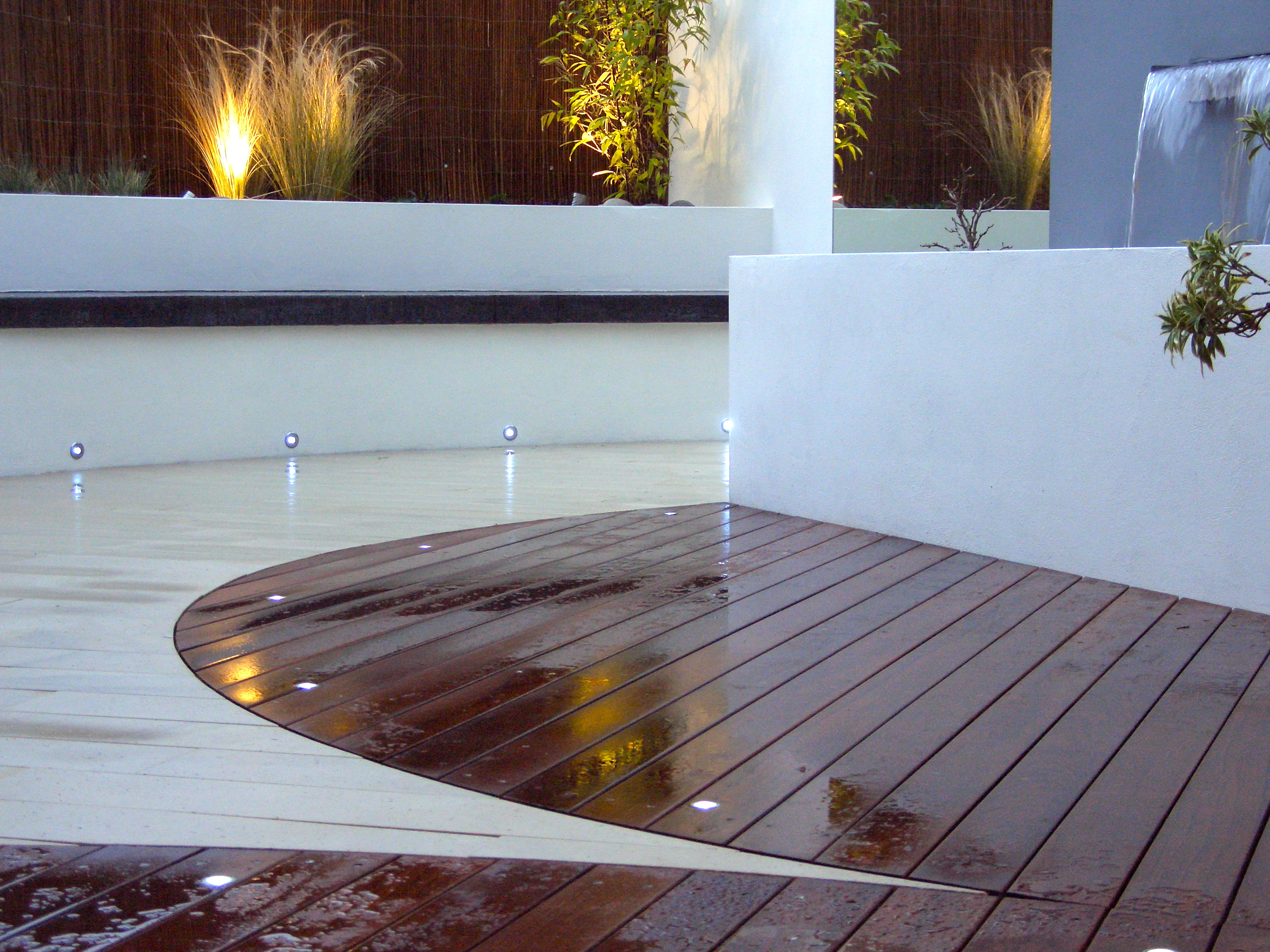
حديقة معاصرة

اكتسبت الحديقة ذات الطراز المعاصر شعبية في المملكة المتحدة في السنوات العشر الماضية. ويرجع ذلك جزئيًا إلى زيادة المساكن الحديثة بحدائق صغيرة بالإضافة إلى التحول الثقافي نحو التصميم المعاصر، يمكن تعريف هذا النمط من الحديقة من خلال استخدام خطوط التصميم النظيفة، مع التركيز على مواد المناظر الطبيعية الصلبة مثل الحجر، والخشب الصلب، والجدران المقدمة. أسلوب الزراعة جريء ولكنه بسيط باستخدام انجرافات نبات أو نبتتين تتكرر في جميع أنحاء التصميم. تعتبر الأعشاب خيارًا شائعًا جدًا لهذا النمط من التصميم. تلعب تأثيرات الإضاءة أيضًا دورًا أساسيًا في الحديقة الحديثة. يمكن تحقيق تأثيرات الإضاءة الدقيقة باستخدام مصابيح (ليد) ذات الجهد المنخفض الموضوعة بعناية والمدمجة في الرصف والجدران.

### حدائق سكنية
الحديقة المحلية السكنية أو الخاصة، هي الشكل الأكثر شيوعًا للحديقة وهي قريبة من المسكن مثل الحديقة الأمامية أو الحديقة الخلفية. قد تكون الحديقة الأمامية مساحة رسمية وشبه عامة وبالتالي تخضع لقيود الاتفاقية والقوانين المحلية، بينما توجد عادة في ساحة السكن، يمكن أيضًا إنشاء حديقة على سطح أو في ردهة أو فناء أو على شرفة أو في صناديق النوافذ أو في فناء. عادة ما يتم تصميم الحدائق السكنية على المستوى البشري، حيث إنها في الغالب مخصصة للاستخدام الخاص. ومع ذلك، قد تكون حديقة منزل كبير أو عقار كبير أكبر من حديقة عامة. قد تحتوي الحدائق السكنية على حدائق متخصصة، مثل تلك التي تعرض نوعًا معينًا من النباتات، أو ميزات خاصة، مثل الصخور أو المعالم المائية. كما أنها تستخدم لزراعة الأعشاب والخضروات وبالتالي فهي عنصر مهم للاستدامة.
تشمل بعض الحدائق السكنية المبكرة حديقة دونيل في سونوما، كاليفورنيا. تُصميم الحديقة من قبل مهندس المناظر الطبيعية، توماس تشيرش مع لورنس هالبرين والمهندس المعماري جورج ت. روكرايز، والتي اكتملت في عام 1948. وتعتبر الحديقة حاليًا رمزًا للحداثة وقد تم الإشادة بها لحديقتها التي تمت صيانتها جيدًا في ذلك الوقت. اشتهرت الحديقة بأشكالها الفريدة والعضوية التي تمثل الطراز الحديث لولاية كاليفورنيا. تقع الحديقة على قمة تل يطل على المنطقة الشمالية من سان فرانسيسكو.

## قراءات أخرى
- Blomfield, Reginald Theodore. The Formal Garden in England.  Internet Archive
- San Juan
- Gang Chen, Landscape Architecture: Planting Design Illustrated (ArchiteG, Inc. 2012)
- Gertrude Jekyll Colour schemes for the flower garden (1914)
- Richard L. Austin Elements of Planting Design (Wiley 2001)
- Nick Robinson, Jia-Hua WuThe Planting Design Handbook (Ashgate 2004)
- Piet Oudolf, Noel Kingsbury Planting Design: Gardens in Time and Space (Timber Press 2005)
- Weishan, Michael. The New Traditional Garden: A Practical Guide to Creating and Restoring Authentic American Gardens for Homes of All Ages. (ردمك 0-345-42041-1)